# Gustave Moreau
Gustave Moreau (París, 6 de abril de 1826-París, 18 de abril de 1898) fue un pintor francés, precursor del simbolismo, y célebre por su estética decadente. Se formó en el Romanticismo, y con un profundo conocimiento de los pintores italianos del Renacimiento, desarrolló un estilo personal con el que se anticipó al simbolismo francés a finales del siglo XIX.

## Biografía

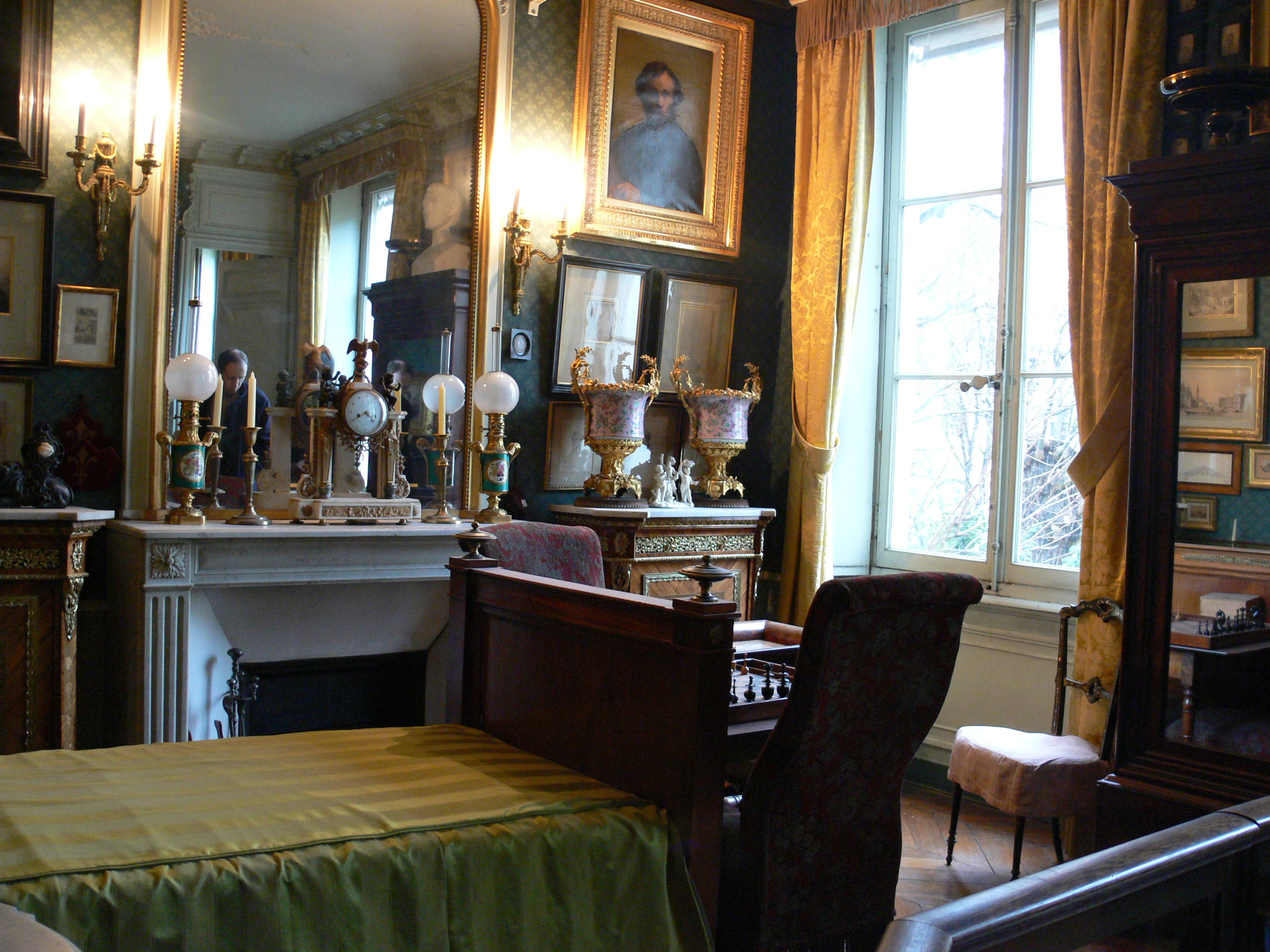
Habitación de Gustave Moreau en su casa de la calle La Rochefoucauld en París; actualmente abierta como museo.

Gustave Moreau nació en París el 6 de abril de 1826, en el seno de una familia burguesa que no puso obstáculos a su vocación artística. En 1838 comenzó su educación en el internado del Collège Rollin, pero por algún motivo debió abandonar dicha institución y proseguir su educación de manera privada. En 1841 viajó con su madre y otros parientes a Italia, donde visitó varias ciudades, realizando distintos esbozos de paisajes y de monumentos italianos. En 1844, completados sus estudios de bachillerato, ingresó como discípulo en el taller de un pintor hoy olvidado, el académico François-Edouard Picot. En 1847 aprobó el examen de ingreso en la Real Escuela de Bellas Artes de París. Intentó por dos veces obtener el Premio de Roma, pero fracasó, motivo por el cual decidió abandonar la Academia. Adoptó un nuevo maestro, el pintor Théodore Chassériau, antiguo discípulo de Ingres y de Delacroix, y conoció por esa misma época a Pierre Puvis de Chavannes, dos años mayor que él, con el que le unían no pocas afinidades. 
En 1851 expuso por primera vez en el Salón de París y en 1852 trasladó su taller al tercer piso de una casa que sus padres habían alquilado para él, en el número 14 de la calle La Rochefoucauld. Comenzó a copiar obras de maestros en el Museo del Louvre, pero ese mismo año fue por primera vez admitido al Salón oficial, con una Pietà, y emprendió una destacable carrera como pintor académico. En 1855, en la Exposición Universal de París, exhibió su obra Los atenienses en el laberinto del Minotauro, junto a pintores tan reputados como Ingres, Delacroix, Rousseau y Courbet. 

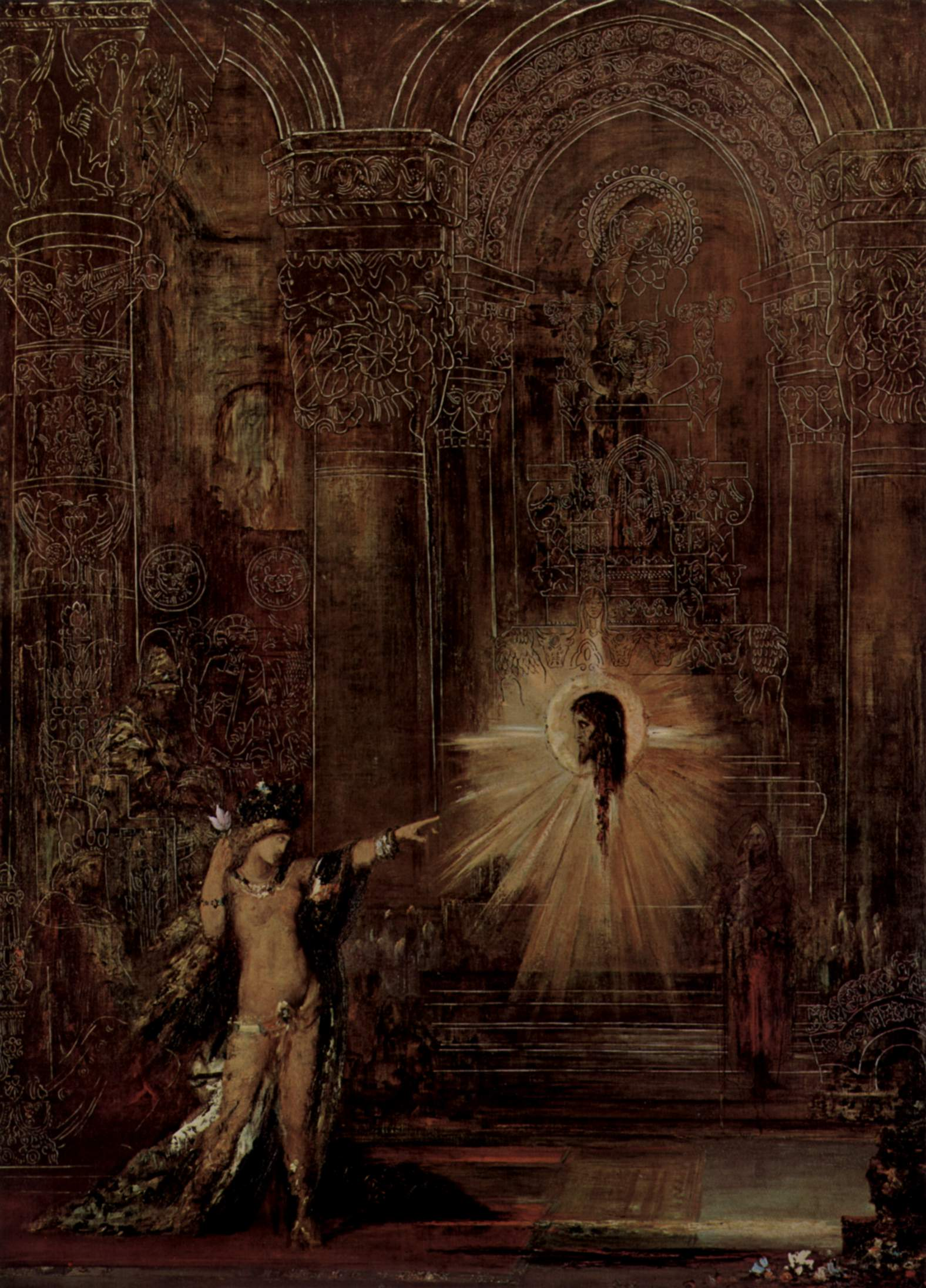
La aparición (h. 1875).

Entre 1857 y 1859 realizó un segundo viaje a Italia, los dos años siguientes visitó Roma, Florencia y Venecia, haciendo copias de las obras de Miguel Ángel, Rafael, Veronés, Correggio y Carpaccio. A su regreso a París inició una relación amorosa con Alexandrine Dureux —"mi mejor y única amiga", según sus palabras—, que se prolongaría hasta la muerte de ella, en 1890.
Tras su regreso a París, trabajó intensamente en “Edipo y la esfinge”, actualmente en el Metropolitan de Nueva York, con la que obtuvo una medalla en el Salón de 1864.
Durante los años siguientes, prosiguió con relativo éxito su carrera como pintor, aunque sus poco habituales temas provocaron a veces reacciones encontradas. Se alistó voluntario al estallar la guerra francoprusiana, en 1870, pero debió ser licenciado a causa de sus fuertes ataques de reuma. Vivió con horror la derrota francesa y la época de la Comuna (18 de marzo-20 de mayo de 1871), durante la cual los frescos de su amigo Chasseriau en la Cour des Comptes fueron destruidos por el fuego.
En 1876 presentó en el Salón Salomé bailando ante Herodes, albergado ahora en la Armand Hammer Collection (Museo Hammer) de Los Ángeles; su éxito fue rotundo.
Durante los años que siguieron, su éxito sin ser brillante le permitió avanzar en su carrera, teniendo como handicap siempre su temática poco habitual que provocaba reacciones opuestas. El grabador Félix Bracquemond contribuyó a difundir su obra mediante estampas, en ocasiones encargadas por el marchante Georges Petit; es el caso de El rey David, grabado de 1884 que reproduce una pintura de 1878 de gran formato (2,30 metros de altura) conservada en el Museo Hammer.  
Fue Oficial de la Legión de Honor francesa desde 1883.

En los años siguientes se acentuó la misantropía del artista, golpeado por las muertes de su madre, en 1884, y de su amante, Alexandrine Dureux, en 1890. En 1891 sucedió a su amigo Elie Delaunay, tras su fallecimiento, como profesor de L’École des Beaux-Arts de París ejerciendo hasta su muerte, en ella tuvo como alumnos a Henri Matisse, Albert Marquet y Georges Rouault y otros futuros pintores fauves, en los que su liberal método de enseñanza influyó de forma determinante.
En los últimos años de su vida, a partir 1895, comenzó a remodelar su casa-taller de Montmartre.
Moreau fue un personaje avanzado a su época, como hemos dicho considerado como precursor del movimiento simbolista, estilo que practicó décadas antes de su proclamación oficial en 1886 por parte de Jean Moréas. Huysmans, el escritor más relevante del movimiento, dijo de él: “Su pintura es la de un decadente, la de un ser sensitivo para quien lo irreal poseyó siempre mayor relevancia que lo real”. 
Falleció el 18 de abril de 1898, a los setenta y dos años de edad. Fue sepultado en el cementerio parisino de Montmartre. A su muerte dejó como legado su taller, que se convirtió en el Museo Gustave Moreau, inaugurado el 13 de enero de 1903.
- ”El simbolismo, supone una reacción contra el impresionismo. En una sociedad en decadencia, el simbolista busca evadirse de esa realidad que habían reflejado los impresionistas: la vida social burguesa. Para huir de la realidad, utilizan la temática mitológica y los “símbolos”, como se había hecho en la literatura”.

## Obra
...nunca antes el arte de la acuarela había alcanzado semejante brillantez de matiz; nunca antes la pobreza de los pigmentos químicos había podido depositar en el papel semejantes esplendores resplandecientes de piedras preciosas, semejantes matices brillantes como de cristales pintados, iluminados por el sol de mediodía, glorias tan asombrosas, tan deslumbradoras, de ricas vestiduras y ardientes tonos carnales
J. K. Huysmans, À rebours

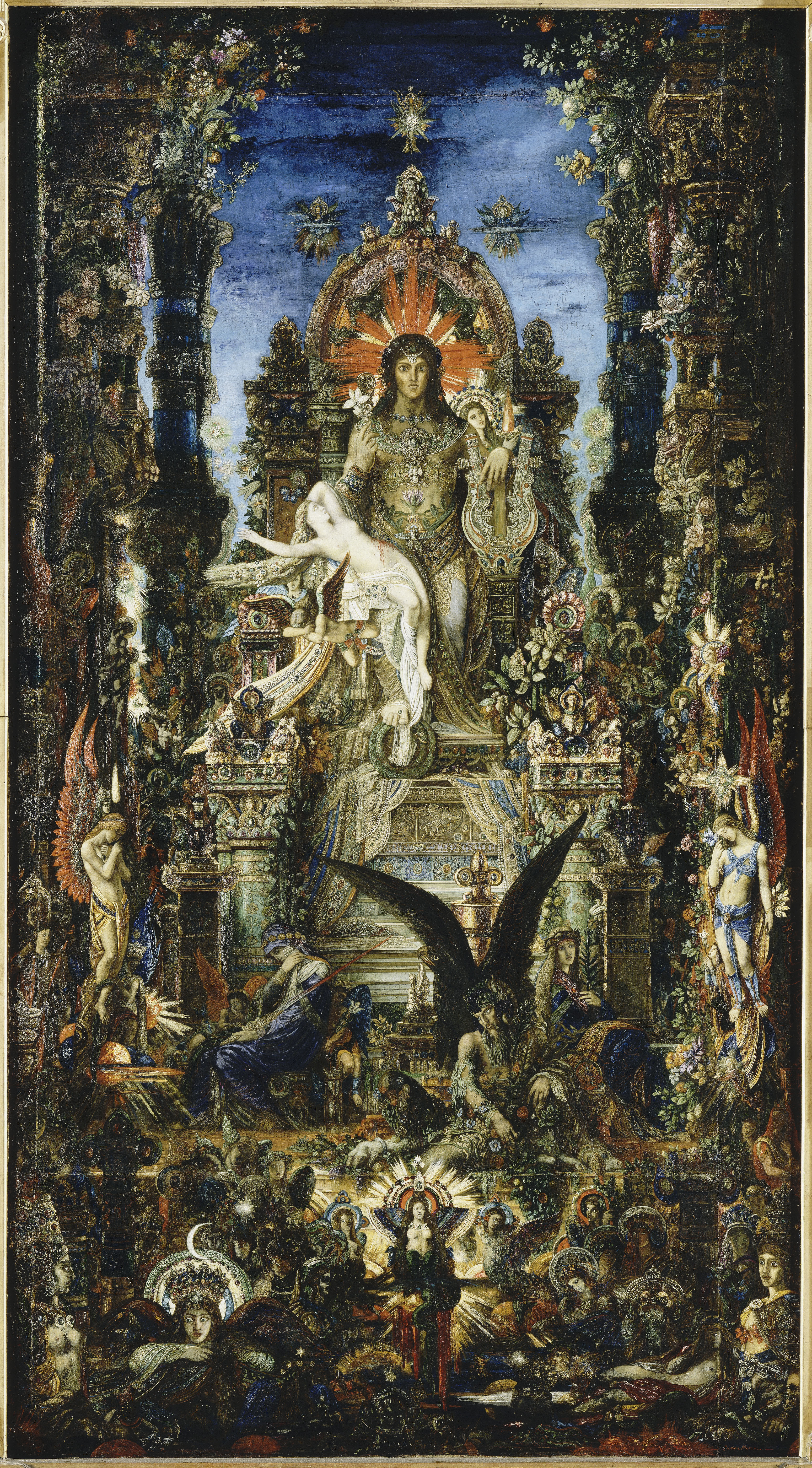
Júpiter y Sémele (1890).

La obra de Moreau está a caballo entre el Romanticismo y el Simbolismo. Aunque es frecuente incluir a Moreau en la nómina de los pintores simbolistas, su obra se anticipó en varias décadas a la proclamación oficial del movimiento por Jean Moréas en 1886. 
En las primeras obras de Moreau son destacables las influencias de Ingres, en el tratamiento de la anatomía, especialmente masculina, y de Delacroix, en cuanto a la elección de temáticas exóticas, a través de su mentor Théodore Chassériau, quien había sido discípulo de ambos. Con el tiempo, la obra de Moreau va concediendo menor importancia a la línea y más al colorido. De su última etapa, se conserva en el museo Moreau una serie de acuarelas que la crítica contemporánea considera muy próximas a la abstracción. 
El mundo de Moreau está poblado de adolescentes andróginos y mujeres fascinantes y perversas (como la Salomé de su cuadro La aparición, pero también Dalila o Deyanira), Muestra también una cierta predilección por lo monstruoso. Es patente su interés por lo oriental tanto en la elección de los temas como en la ambientación decadentemente preciosista de sus cuadros (Júpiter y Sémele, por ejemplo, evoca poderosamente el arte de la India).
No frecuentó mucho los temas cristianos, aunque en 1862 pintó, por encargo, un Vía Crucis para la iglesia de Notre-Dame-de-Decazeville. Sin embargo, dos temas de la iconografía cristiana son recurrentes en su obra: el de la Piedad y el de San Sebastián. Es destacable también Un cuadro religioso bastante tardío, La flor mística (hacia 1890), de carácter alegórico, en el que la flor de la Iglesia se alimenta de la sangre de los mártires.  
Como muchos pintores franceses de su siglo, Moreau tiene poca presencia en museos españoles. El Museo Thyssen-Bornemisza de Madrid alberga dos magníficas obras suyas: Las voces y Galatea. 

### Algunas obras destacadas
- Edipo y la esfinge (1864). Óleo sobre lienzo. 206 x 105 cm Nueva York,  Museo Metropolitano de Arte.
- Orfeo (1865) Óleo sobre tabla. 154x99,5 cm París, Museo del Louvre.
- Diomedes devorado por sus caballos (1865). Óleo sobre lienzo. 138,5x84,5 cm Ruan, Museo de Bellas Artes.
- Cabeza de Orfeo recogida por una joven (1866). Acuarela, 26x16 cm París, Museo Moreau.
- Deyanira (Otoño) (1872-1873). Óleo sobre tabla, 55x45 cm Los Angeles, Museo J. Paul Getty.
- La aparición (1874-1876). Acuarela sobre papel. 105x72 cm París, Museo del Louvre.
- Salomé (1875). Acuarela. 37x25 cm París, Museo Moreau.
- El rey David (1878). Hammer Museum, Los Ángeles.
- Hércules y la hidra de Lerna (1876). Óleo sobre lienzo. 175x153 cm Chicago, Art Institute.
- Los unicornios (1885). Óleo sobre lienzo. 115x90 cm París, Museo Moreau.
- Orfeo en la tumba de Eurídice (1890). Óleo sobre lienzo. 173x128 cm París, Museo Moreau.
- La flor mística (1890). Óleo sobre lienzo. 253x137 cm París, Museo Moreau.
- Júpiter y Sémele (1894-1895). Óleo sobre lienzo. 212x118 cm París, Museo Moreau.

## Galería

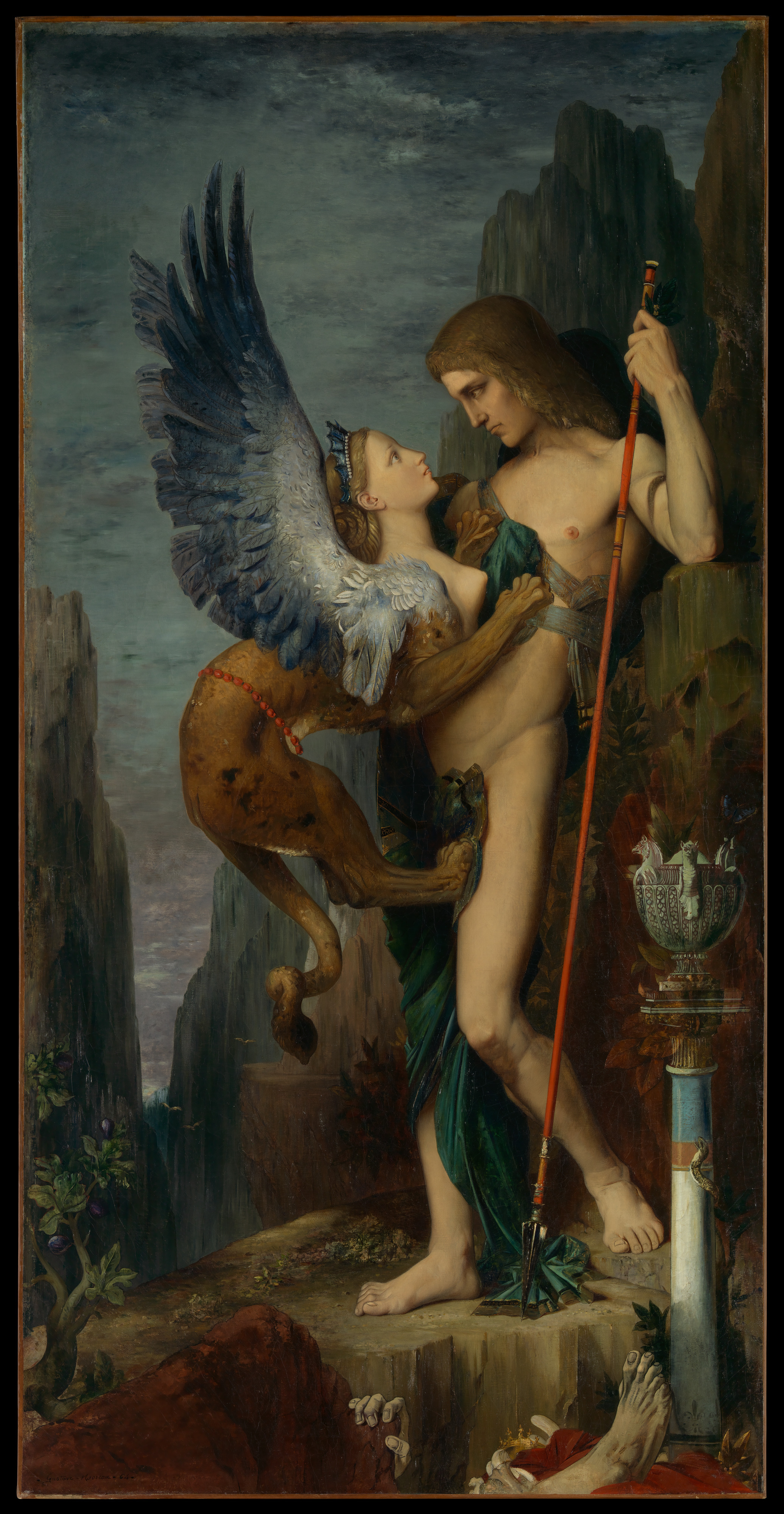
Edipo y la esfinge (1864).
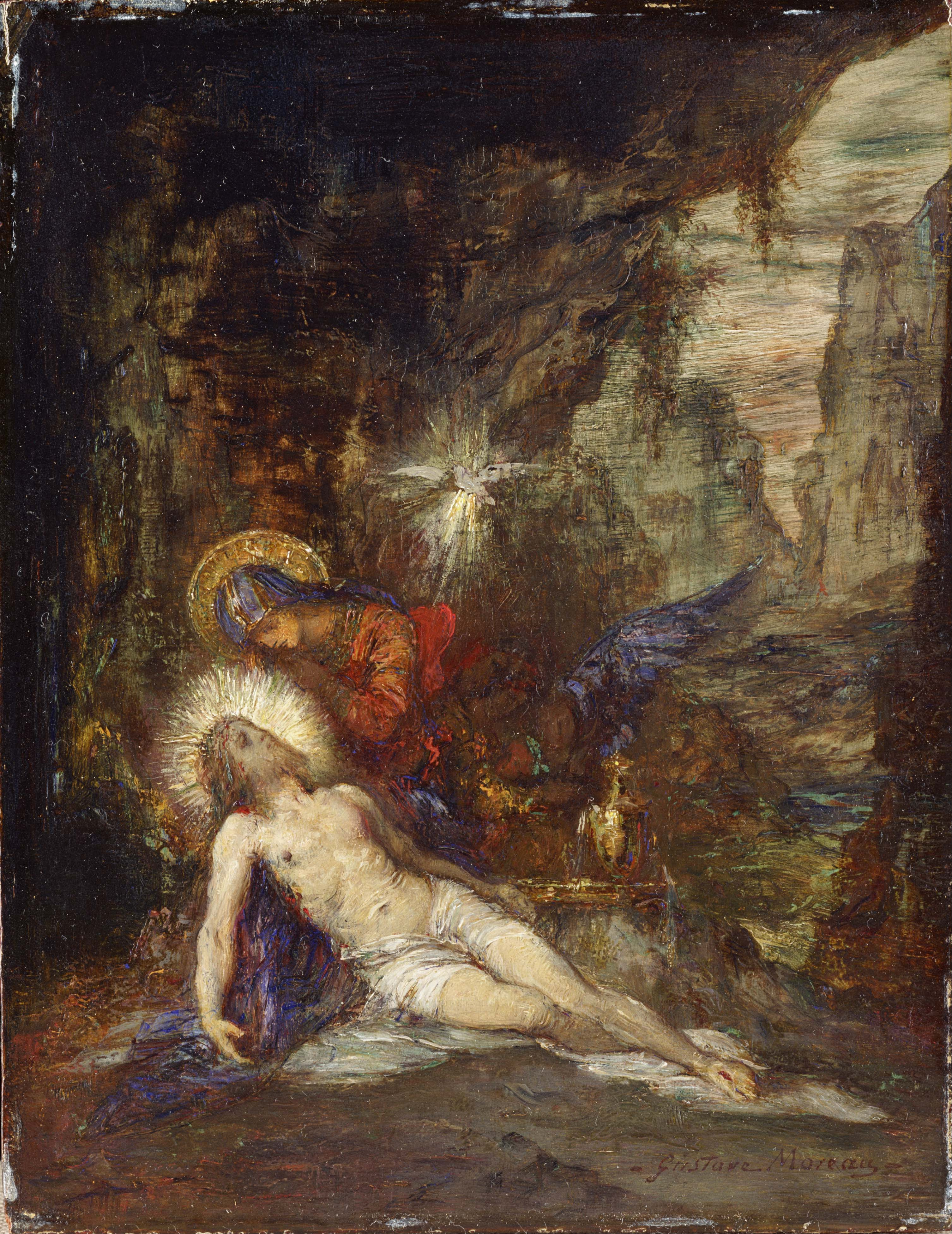
Pietà (1852).
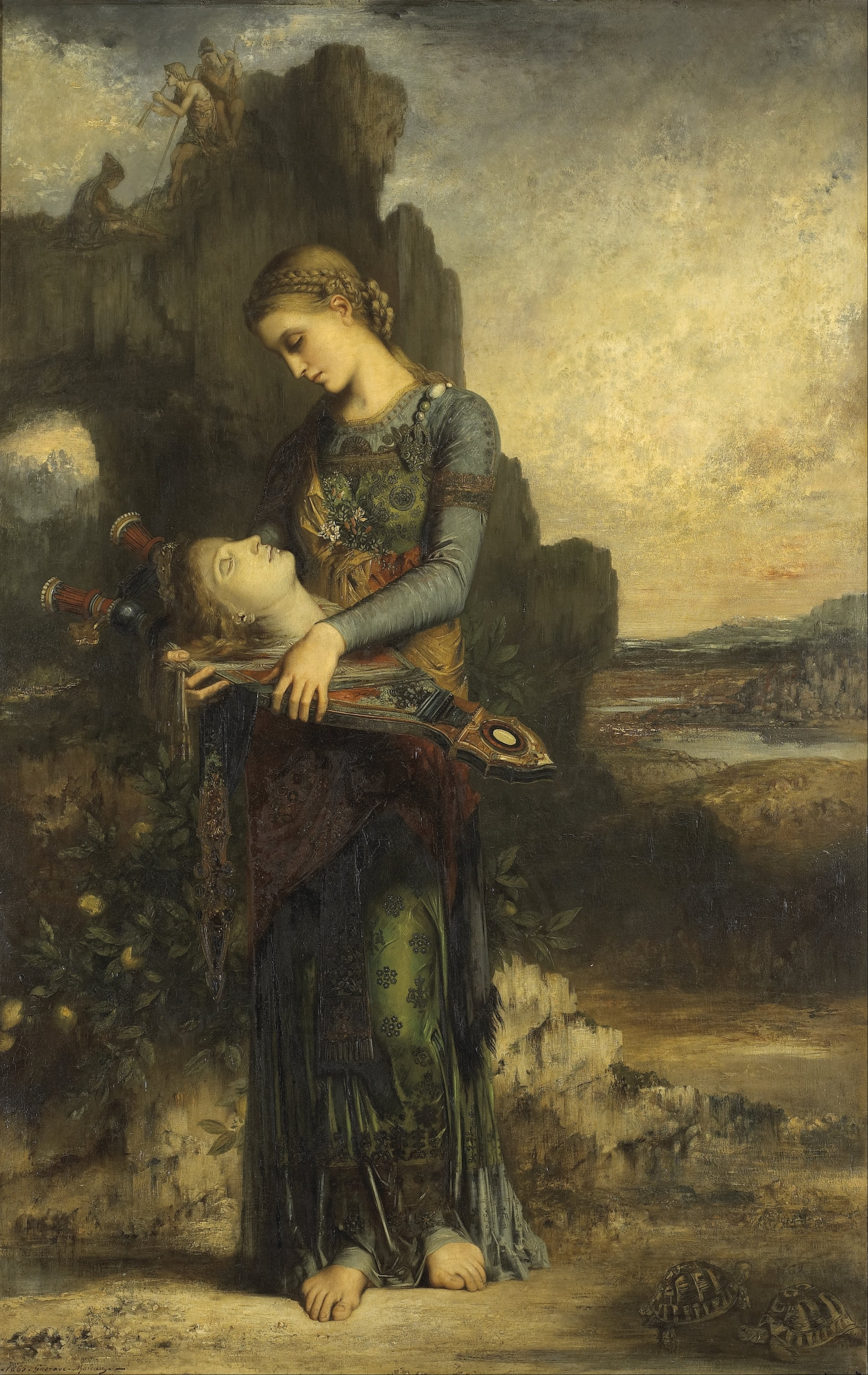
Orfeo (1865).
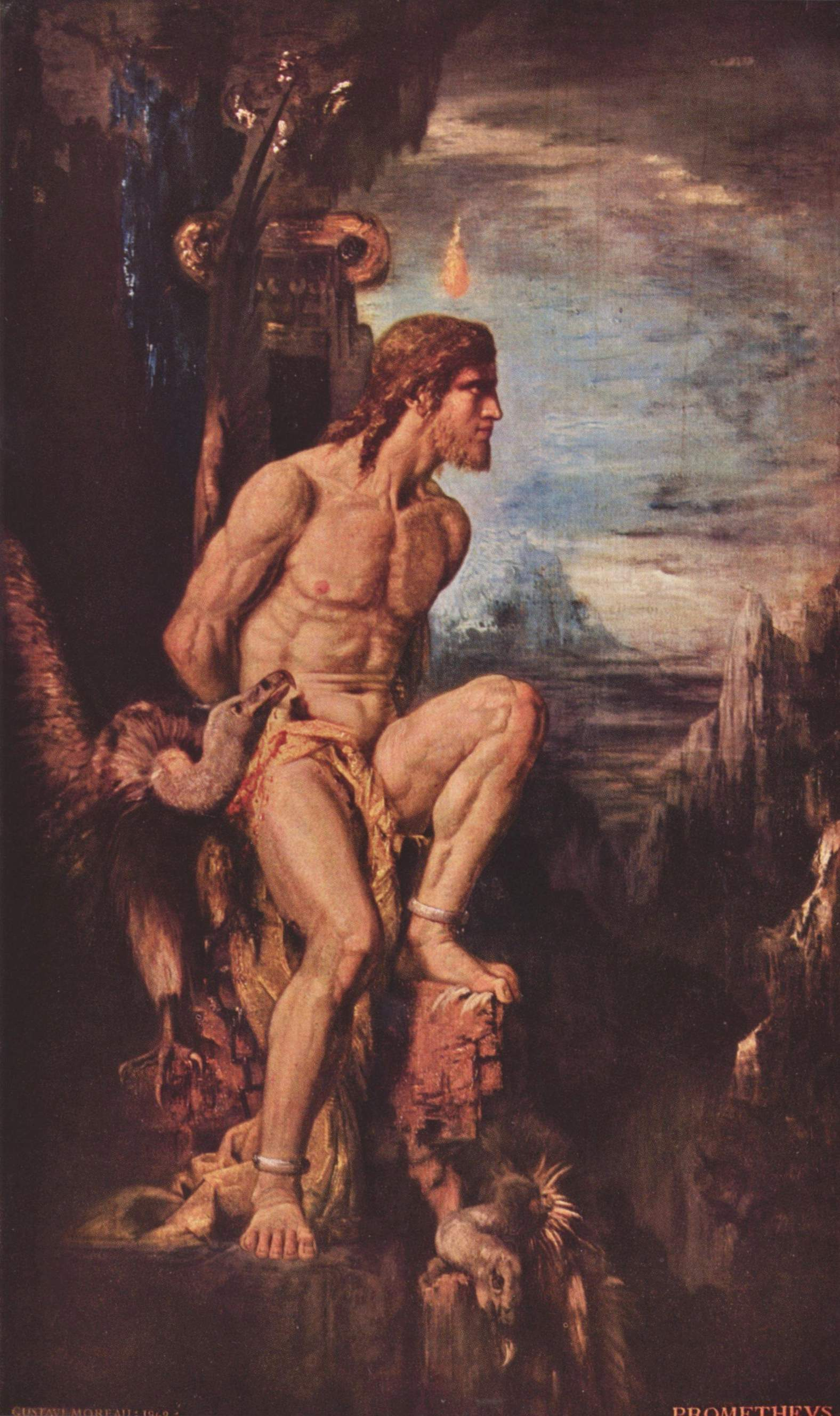
Prometeo (1868).
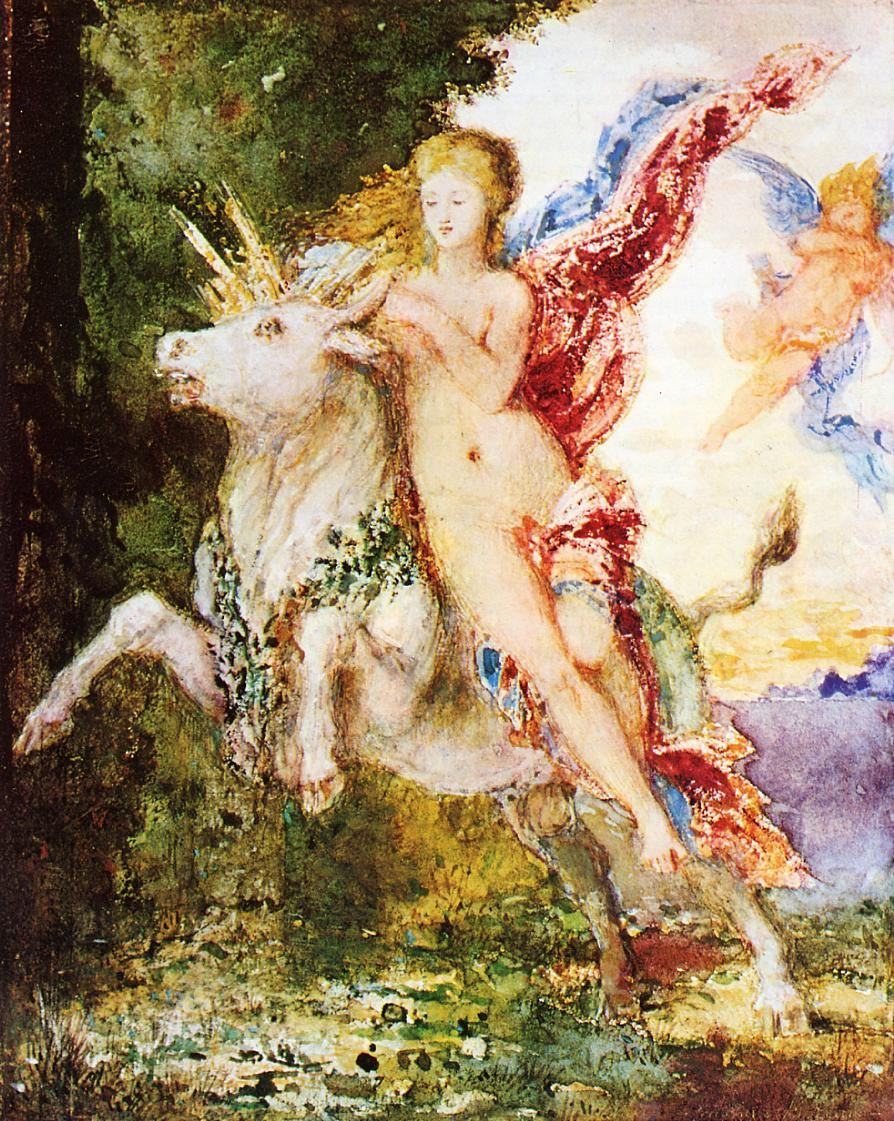
Europa y el Toro (1869).
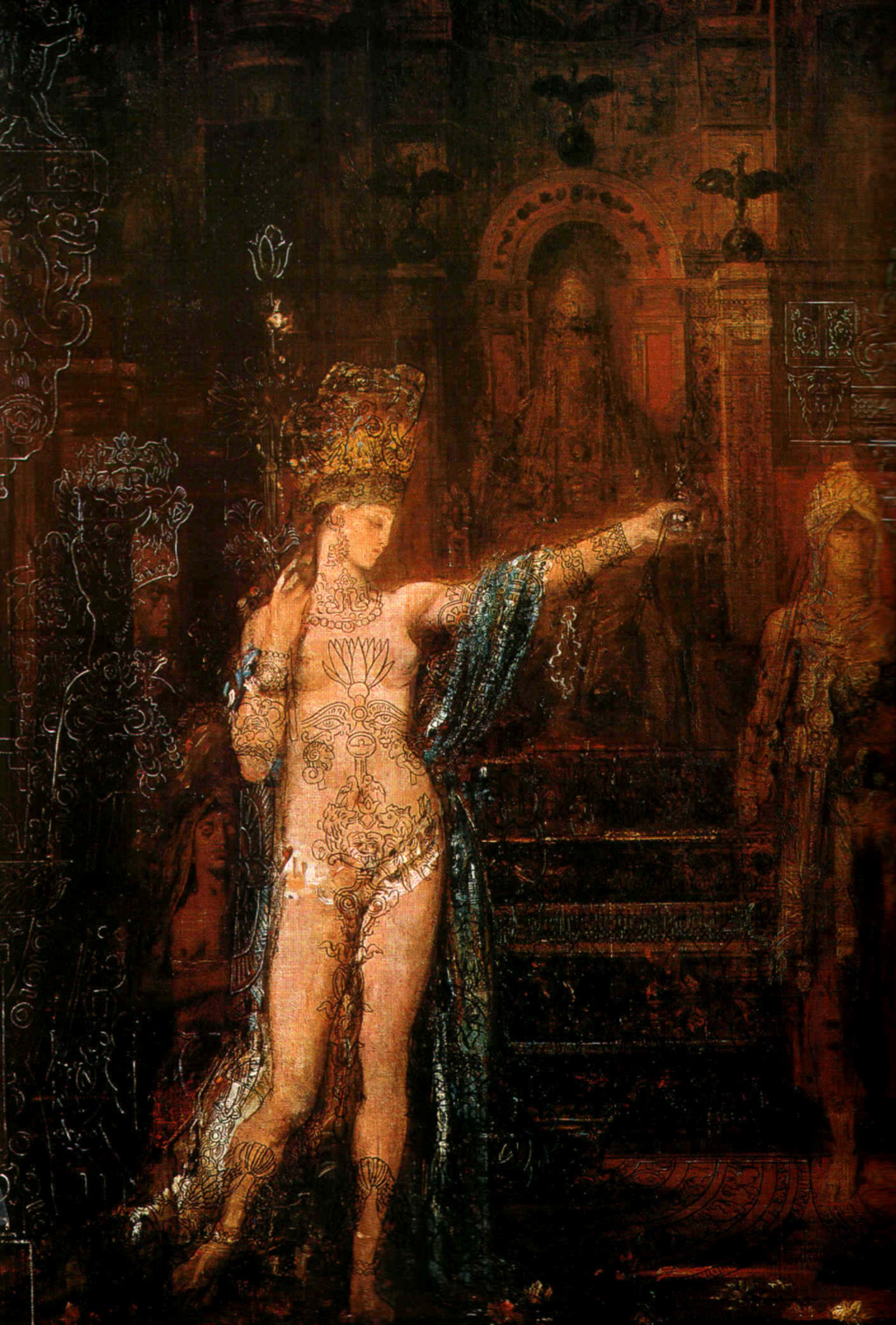
Salomé (1876).
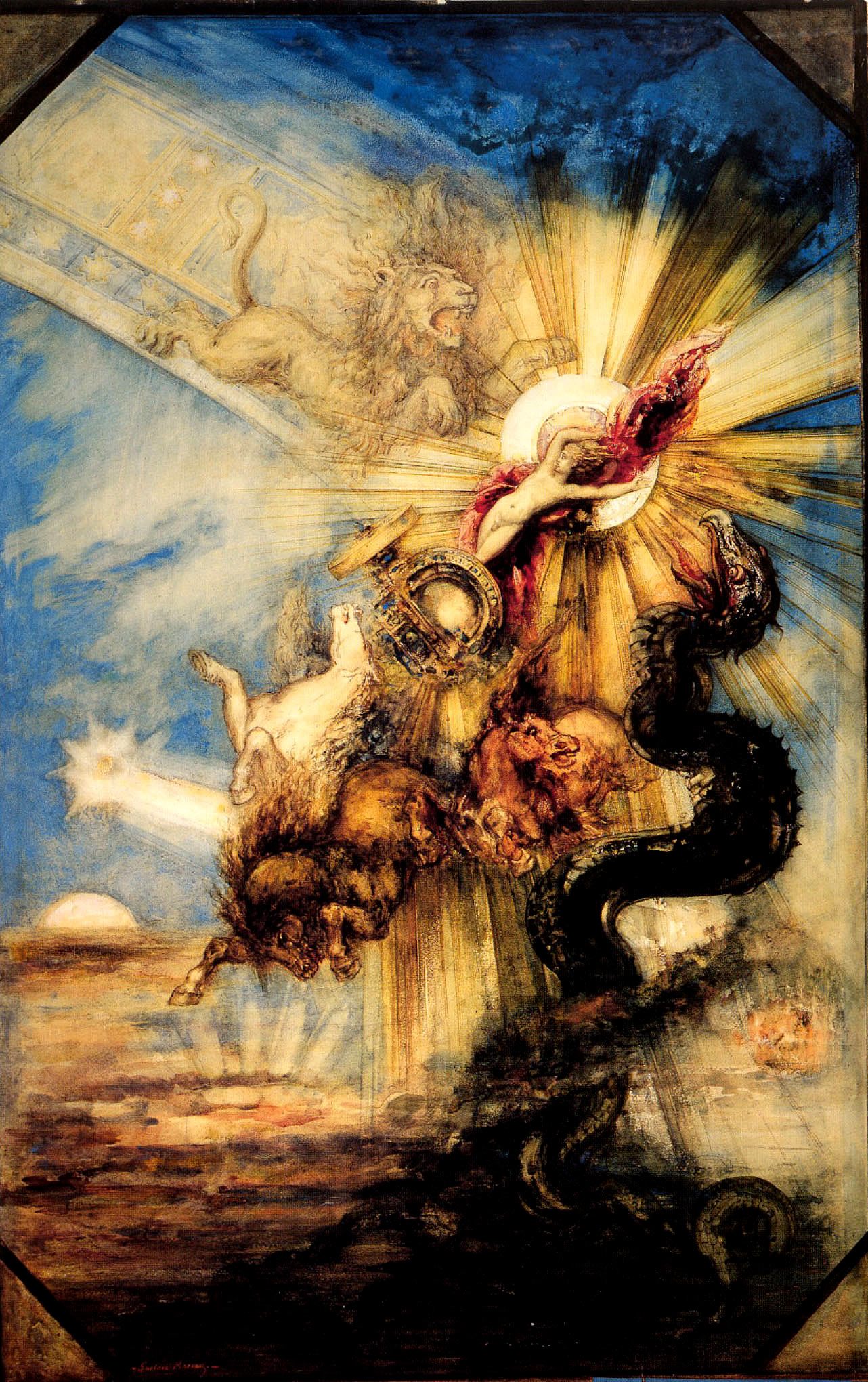
Faetón (1878).
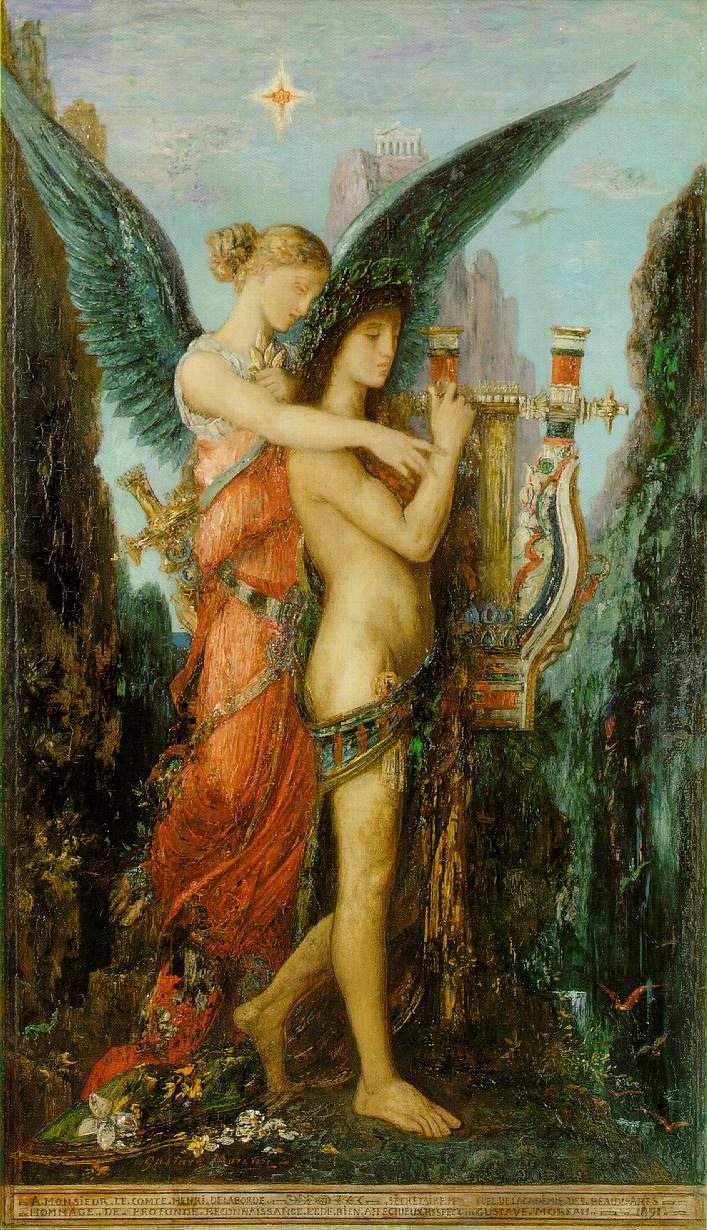
Hesíodo y la Musa (1891).
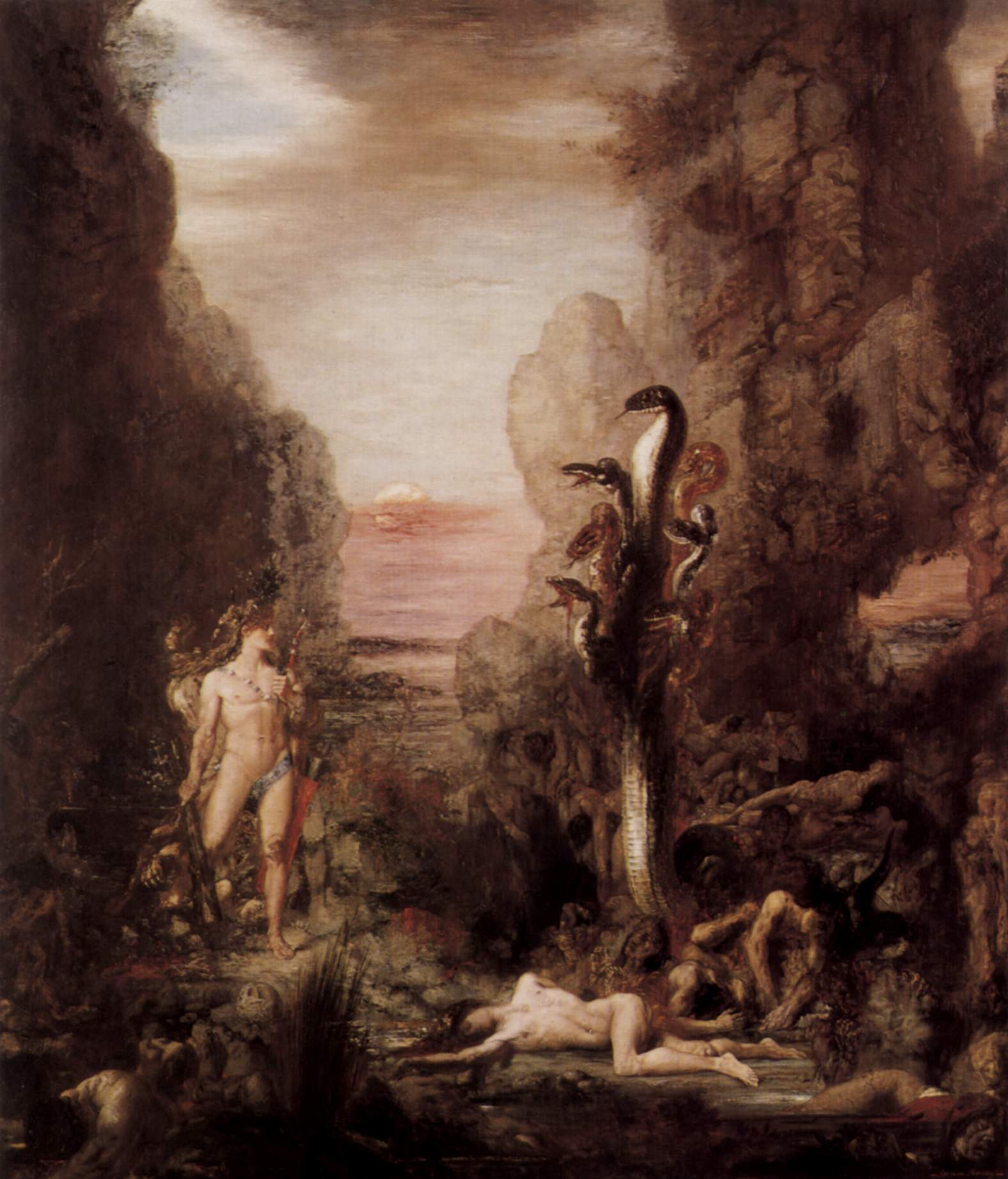
Hércules y la Hidra de Lerna (1876).
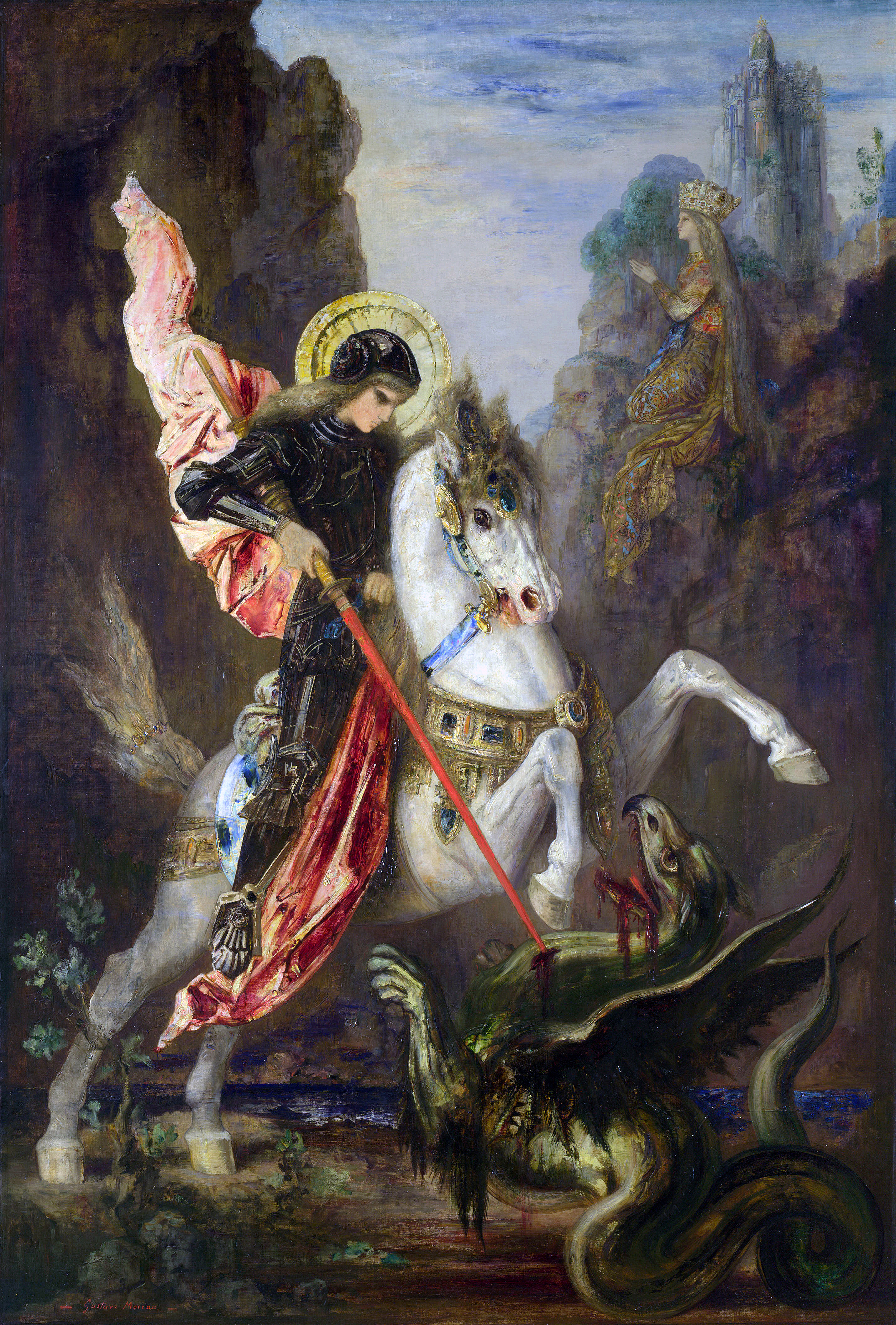
San Jorge y el dragón (c. 1889-1890).
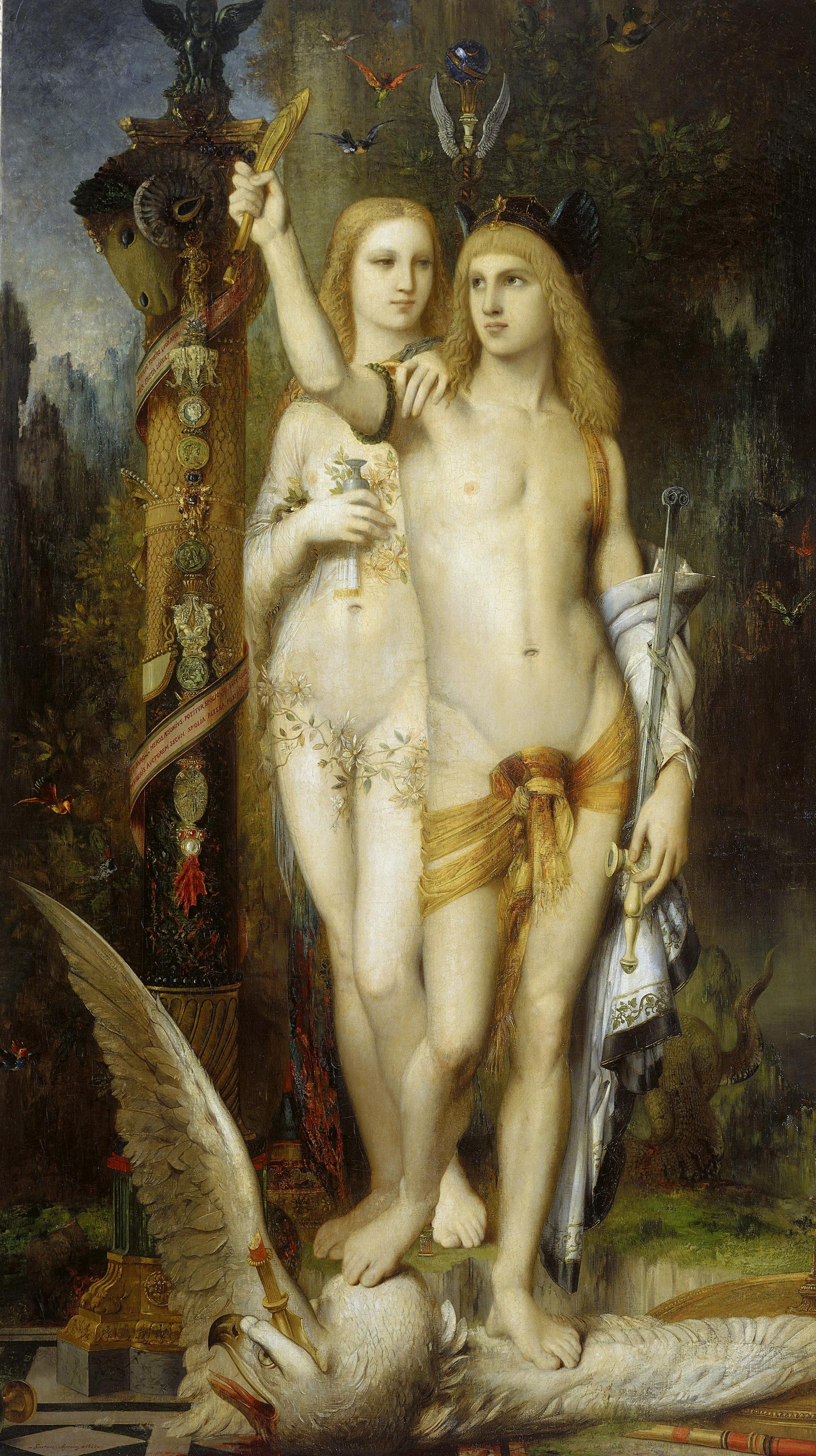
Jasón y Medea (1865).
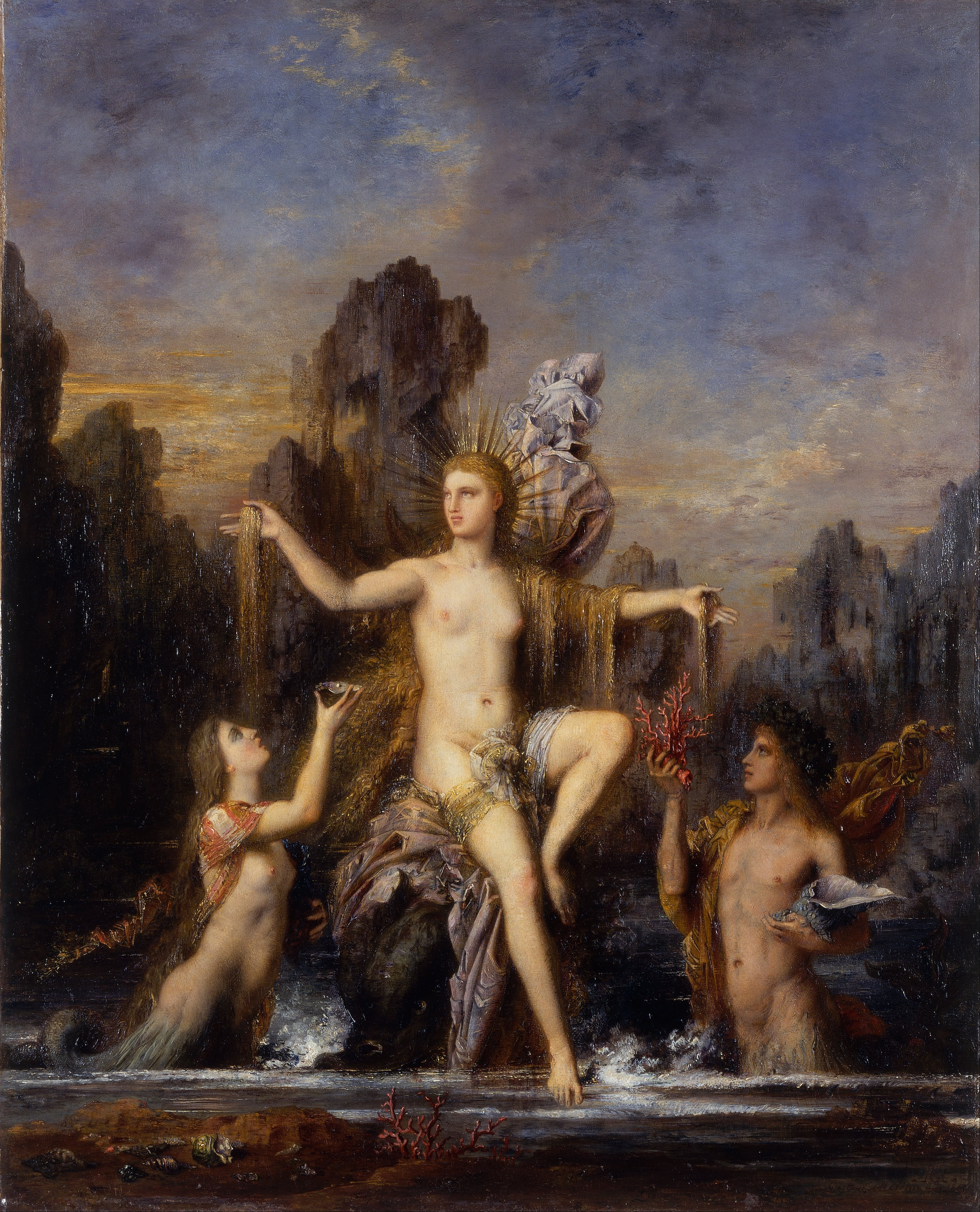
Venus emergiendo del mar (1866).
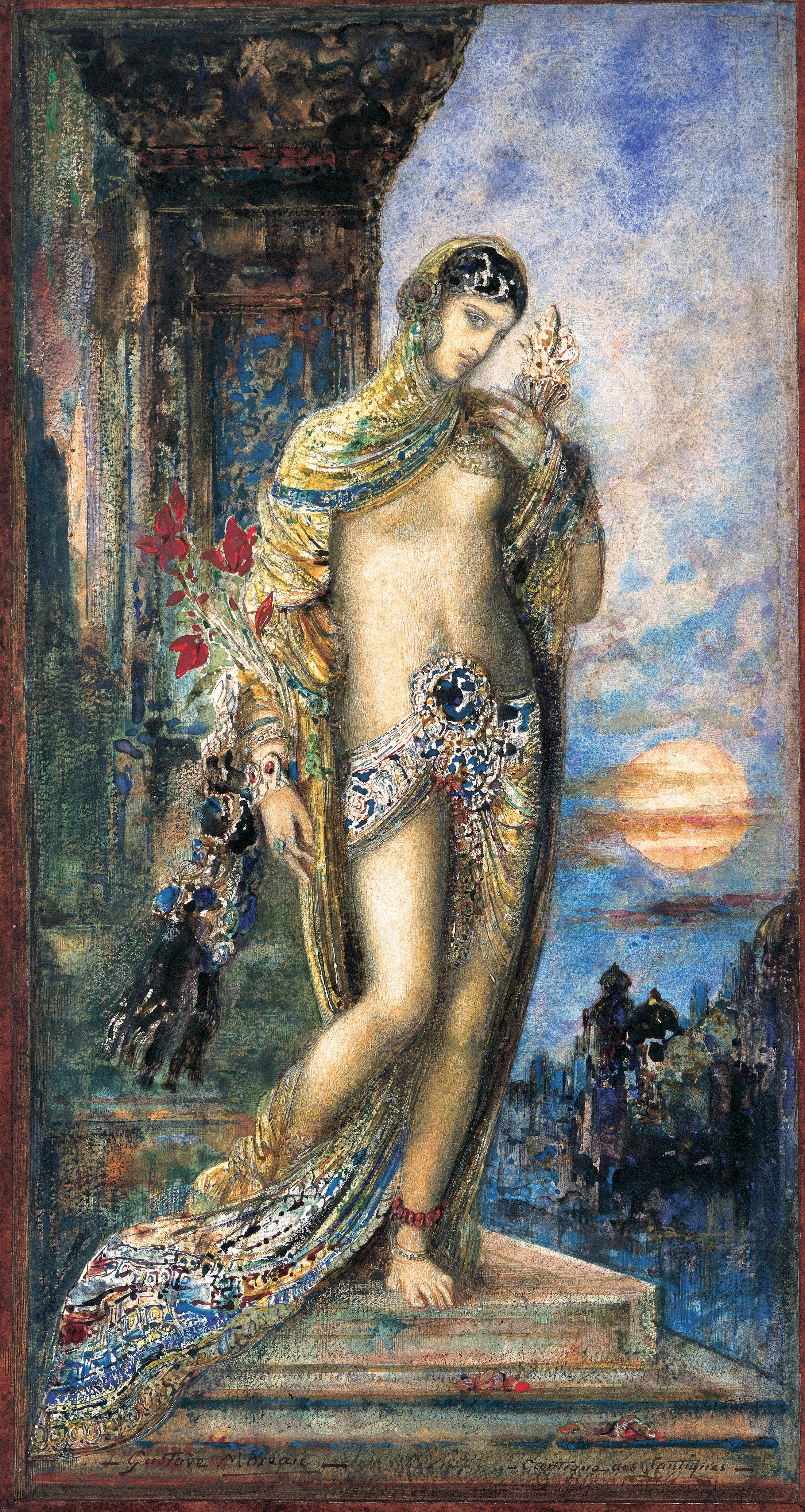
Cantar de los Cantares (1893).
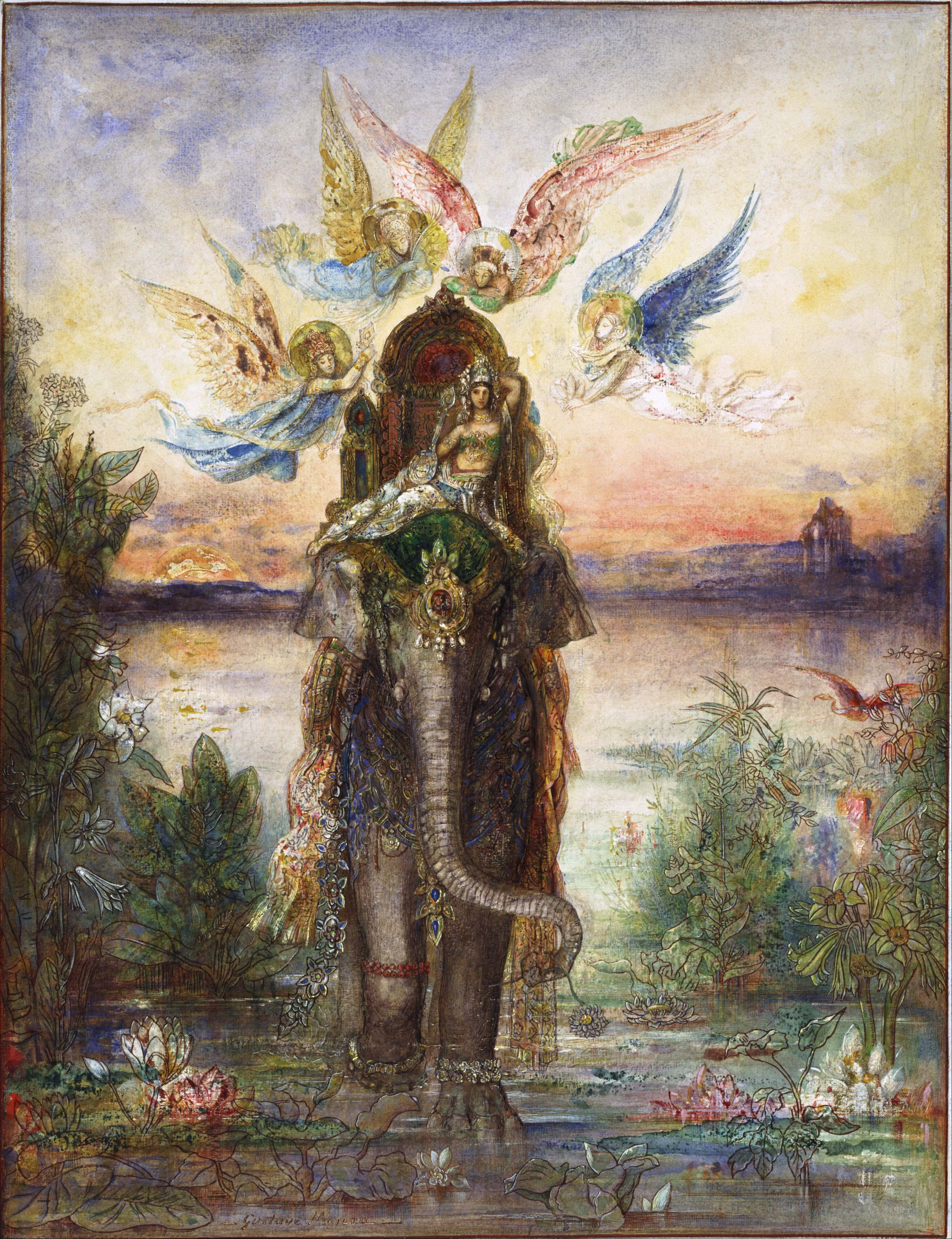
El elefante sagrado (1882).
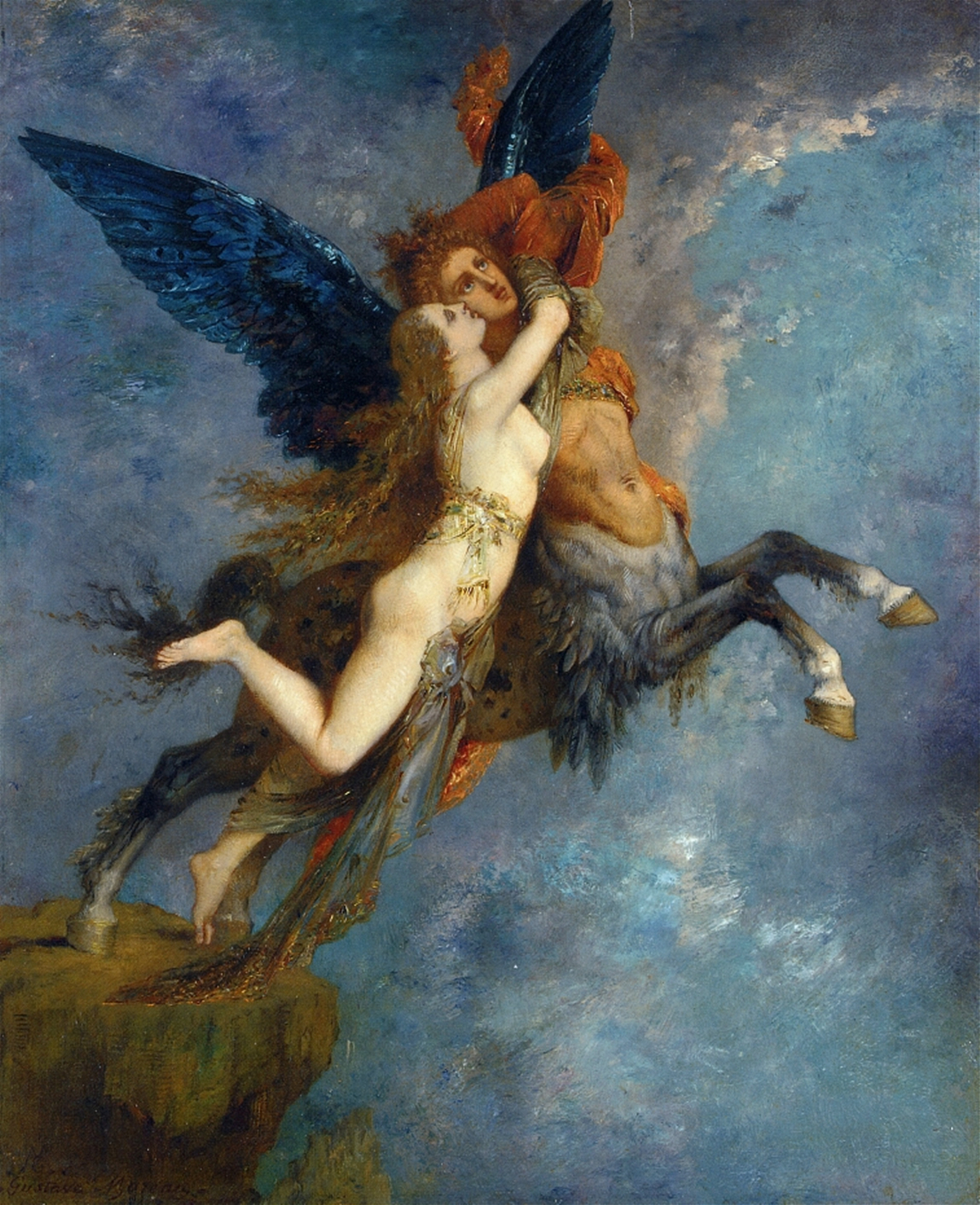
La Quimera (1867).

## Museo Gustave Moreau
La casa donde el artista tenía su domicilio y su taller, en el número 14 de la calle La Rochefoucauld es, desde 1903, el Museo Gustave Moreau. Además de preservar la vivienda y el taller tal y como estaban en vida del artista, el Museo conserva más de un millar de pinturas, y cerca de cinco mil dibujos de Gustave Moreau.